# Integrated Woz Machine

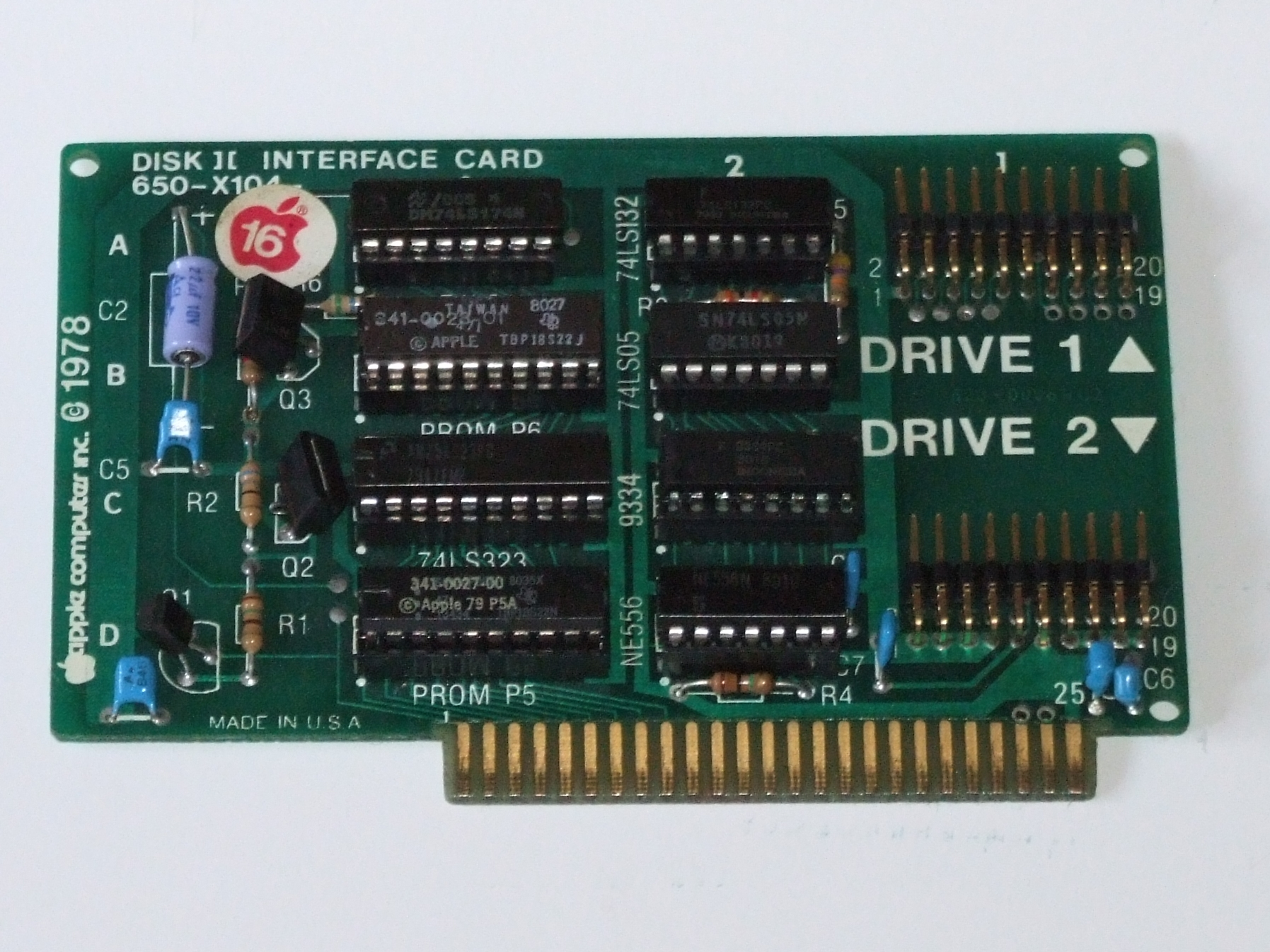
Implementación TTL de la Integrated Woz Machine

La Integrated Wozniak Machine (o IWM para abreviar) es una versión de un solo chip del controlador de disquetes de Apple II. También se utilizó en ordenadores Macintosh.
Cuando estaba desarrollando la disquetera para el Apple II, el cofundador de Apple Inc., Steve Wozniak, consideró que los modelos existentes disponibles en el mercado eran demasiado complicados, caros e ineficientes. En lugar de utilizar las unidades de disquete completas de Alan Shugart, Wozniak decidió utilizar sólo la mecánica de los Shugart, y desarrollar su propia electrónica tanto para la  disquetera como para el controlador.
Wozniak presentó con éxito un prototipo de disquetera con un número muy reducido de componentes electrónicos. En lugar de almacenar 8-10 sectores por pista (cada uno con 256 bytes de datos) en un disquete de 5,25 pulgadas - algo estándar en ese momento, Wozniak utilizó la grabación codificado por grupos (GCR) y con una codificación de 5 sobre 3 logró comprimir hasta 13 sectores en cada pista utilizando la misma mecánica y el mismo soporte de almacenamiento. En una revisión posterior, este número se amplió hasta 16 sectores por pista con codificación de 6 sobre 2. .
Al principio, el controlador de la unidad de disquete se construía con varios circuitos integrados y una PROM. Para hacer frente a la demanda creciente, el ingeniero de Apple Wendell Sander, puso todos estos componentes en un solo chip: la IWM..

## Aplicación y actualizaciones
La IWM es esencialmente un controlador de floppy en un solo chip. Fue empleado en el Apple IIgs y todos los modelos de Mac hasta el Macintosh II. Posteriormente, se introdujo una versión ampliada, conocida como SWIM (Sander-Wozniak Integrated Machine). Esta nueva versión añadía la capacidad de leer y escribir disquetes de formato FM (y formateados por el PC). En los modelos Mac posteriores, se añadieron al SWIM, más y más componentes periféricos, hasta que Apple eliminó finalmente las unidades de disquete de los Mac. La función de controlador de disquete todavía se quedó en la chipset durante un tiempo, aunque la disposición de las unidades de disquete para los Mac ya había cesado. Por ejemplo, los primeros iMacs todavía tenían un conector de disquete en la placa base, lo que permitía adaptar una unidad de disco para entusiastas con suficientes conocimientos.